# Northridge (Teksas)
Northridge – jednostka osadnicza w Stanach Zjednoczonych, w stanie Teksas, w hrabstwie Starr.